# Nektármadárfélék

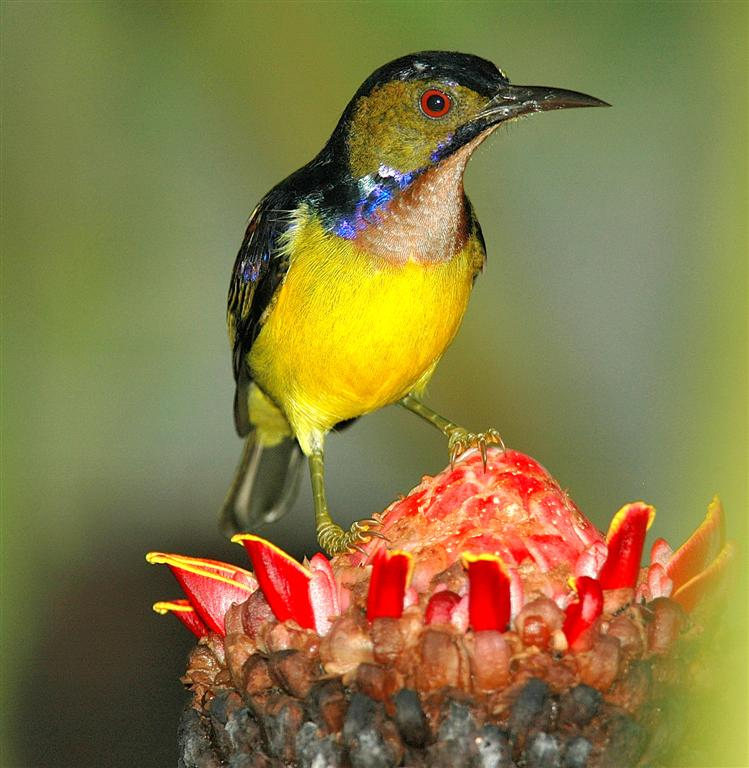
Barnatorkú nektármadár (Anthreptes malacensis)

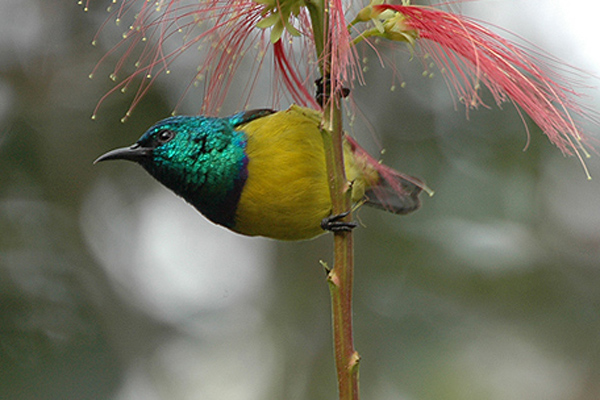
Örves nektármadár (Hedydipna collaris)

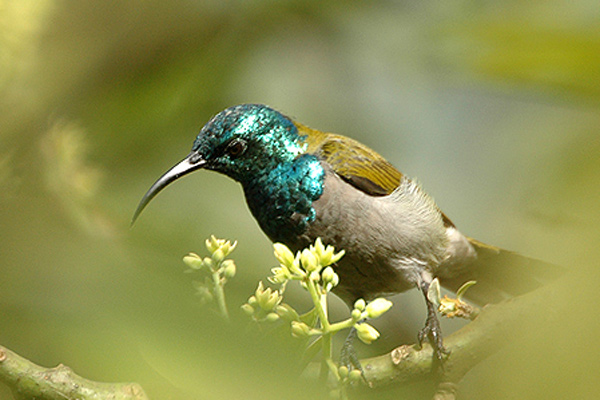
Zöldfejű nektármadár (Cyanomitra verticalis)

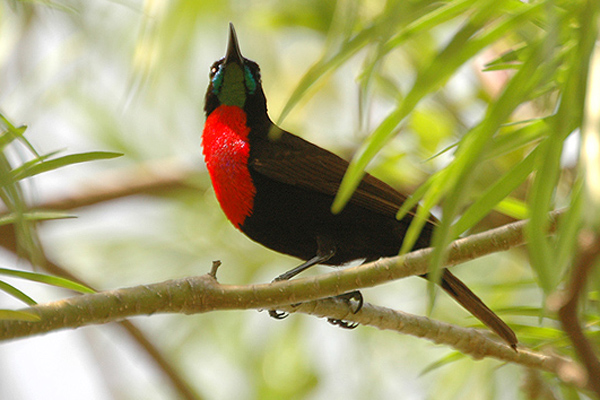
Bíbormellű nektármadár (Chalcomitra senegalensis)

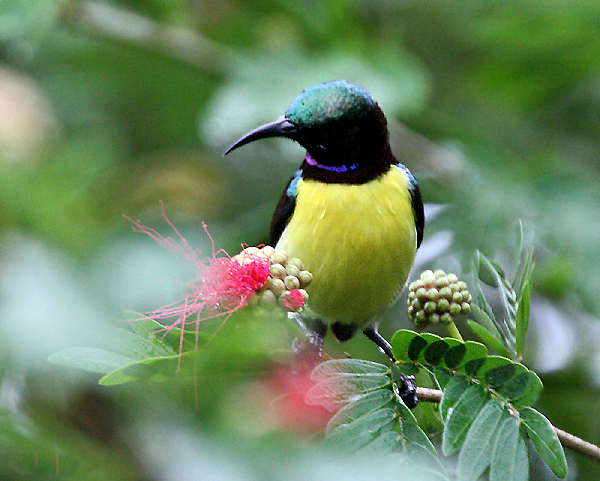
Ceyloni nektármadár (Leptocoma zeylonica)

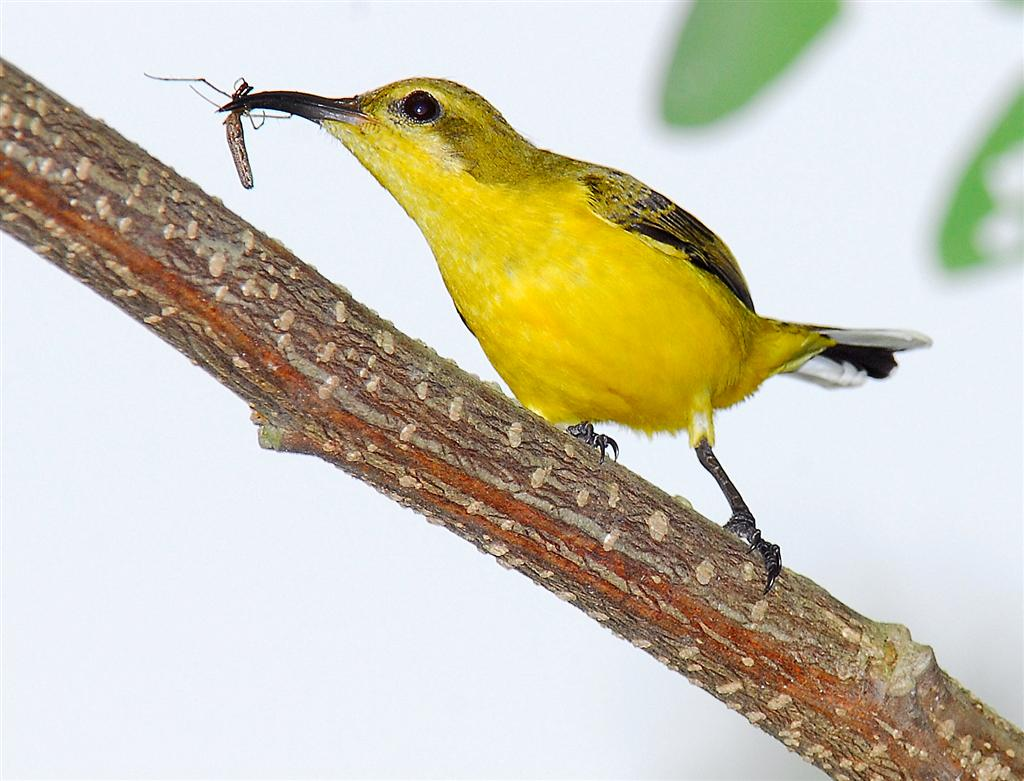
Zöldhátú nektármadár (Cinnyris jugularis)

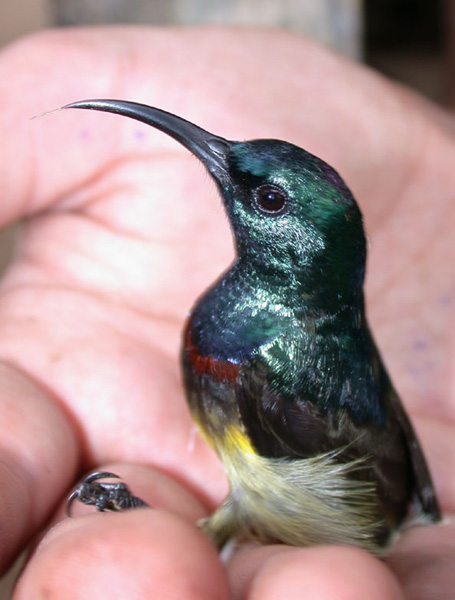
Madagaszkári nektármadár (Cinnyris souimanga)

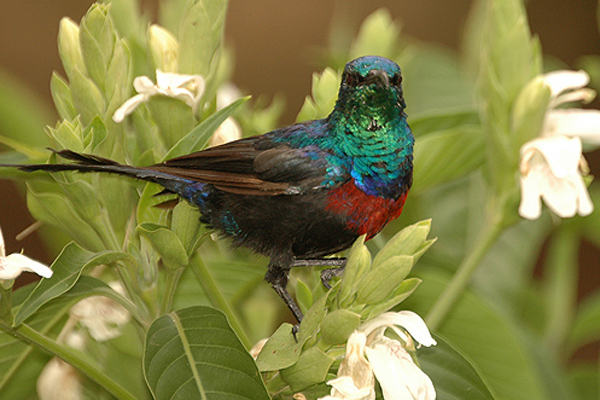
Ékszer nektármadár (Cinnyris erythrocercus)

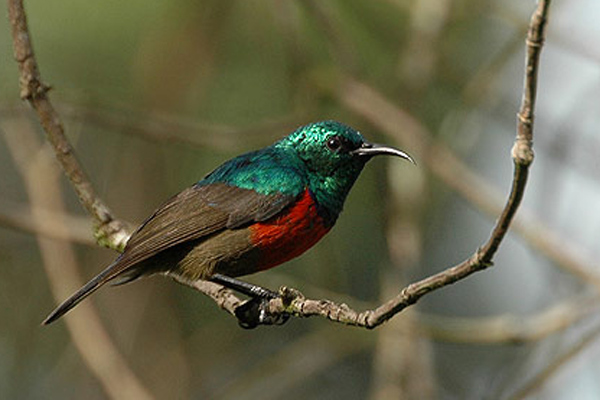
Preuss-nektármadár (Cinnyris preussi)

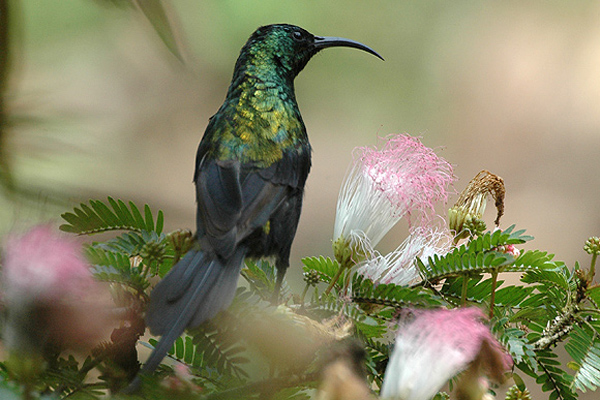
Bronzfényű nektármadár (Nectarinia kilimensis)

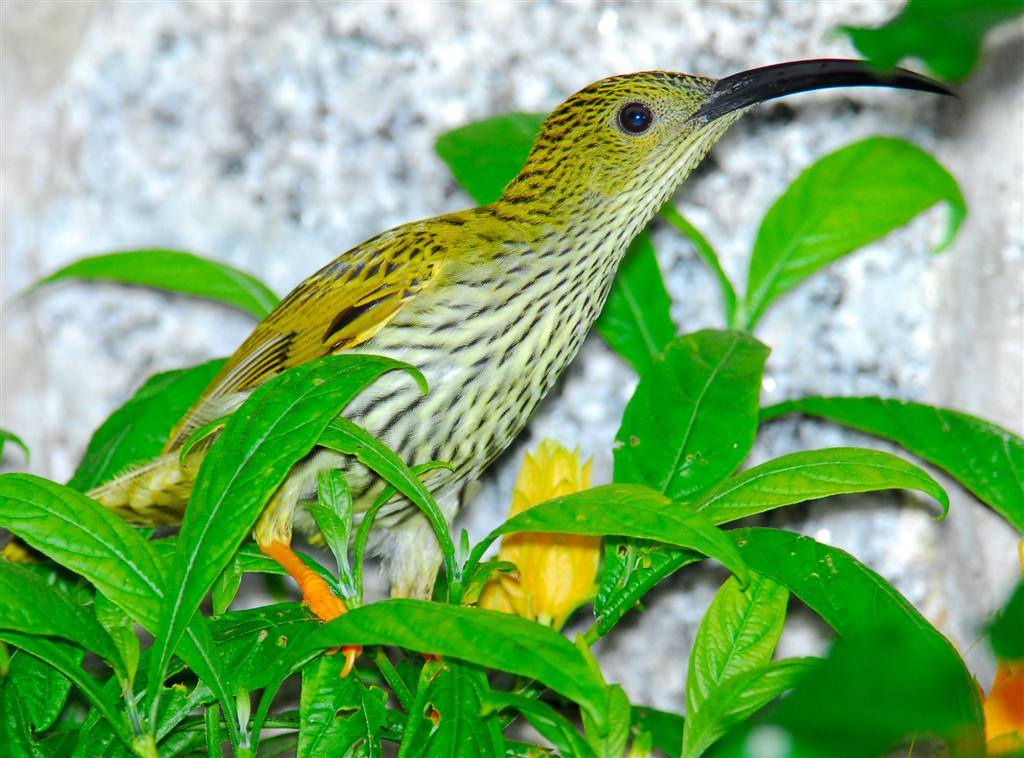
Nagy pókvadász (Arachnothera magna)

A nektármadárfélék (Nectariniidae) a madarak osztályának verébalakúak (Passeriformes) rendjébe tartozó család.

## Előfordulásuk
A fajok Afrikában, Dél-Ázsiában, valamint Ausztrália északi részén honosak. Természetes élőhelyeik másodlagos erdők, nyílt erdők, cserjések, szavannák, part menti bozótosok és havasi erdők. Egyes fajok ültetvények, kertek és mezőgazdasági területeken is feltűnnek.

## Megjelenésük
Hosszú vékony, lefelé görbülő csőrük és hosszú nyelvük van. A nemek jelentősen különböznek, a hímek rendszerint fénylő, fémes színekben pompáznak, a tojók egyszerűbbek.

## Életmódjuk
Főként a nektárral táplálkoznak, de rovarokat is fogyasztanak, különösen a fiatal etetésekor. Bizonyos fajok gyümölcsöt is esznek.

## Rendszerezés
A családba az alábbi 15 nem és 138 faj tartozik:
- Kurochkinegramma – 1 faj
- Arachnothera – 14 faj
- Chalcoparia – 1 faj
- Deleornis – 2 faj
- Anthreptes – 14 faj
- Leptocoma – 6 faj
- Hedydipna – 4 faj
- Anabathmis – 3 faj
- Dreptes – 1 faj
  - óriás-nektármadár (Dreptes thomensis vagy Nectarinia thomensis)
- Anthobaphes – 1 faj
- Cyanomitra – 7 faj
- Nectarinia – 6 faj

- Drepanorhynchus (Reichenow, 1914) – 1 faj
  - aranyszárnyú nektármadár (Drepanorhynchus reichenowi vagy Nectarinia reichenowi)

- Cinnyris (Cuvier, 1816) – 53 faj
  - olajzöldhasú nektármadár (Cinnyris chloropygius vagy Nectarinia chloropygia)
  - Cinnyris minullus vagy Nectarinia minulla)
  - miombo nektármadár (Cinnyris manoensis vagy Nectarinia manoensis)
  - kékszalagos nektármadár (Cinnyris chalybeus vagy Nectarinia chalybea)
  - Neergaard-nektármadár (Cinnyris neergaardi vagy Nectarinia neergaardi)
  - Stuhlman-nektármadár (Cinnyris stuhlmanni vagy Nectarinia stuhlmanni)
  - marungu nektármadár (Cinnyris prigoginei vagy Nectarinia prigoginei)
  - hegyi kékszalagos-nektármadár (Cinnyris ludovicensis vagy Nectarinia ludovicensis)
  - Preuss-nektármadár (Cinnyris reichenowi vagy Cinnyris preussi más néven Nectarinia preussi)
  - kétörves nektármadár (Cinnyris afer vagy Nectarinia afra)
  - király nektármadár (Cinnyris regius vagy Nectarinia regia)
  - Rockefeller-nektármadár (Cinnyris rockefelleri vagy Nectarinia rockefelleri)
  - Fülleborn-nektármadár (Cinnyris mediocris vagy Nectarinia mediocris)
  - Cinnyris usambaricus
  - Cinnyris fuelleborni
  - Moreau-nektármadár (Cinnyris moreaui vagy Nectarinia moreaui)
  - Loveridge-nektármadár (Cinnyris loveridgei vagy Nectarinia loveridgei)
  - pompás nektármadár (Cinnyris pulchellus vagy Nectarinia pulchella)
  - Mariqua-nektármadár (Cinnyris mariquensis vagy Nectarinia mariquensis)
  - Shelley-nektármadár (Cinnyris shelleyi vagy Nectarinia shelleyi)
  - Cinnyris hofmanni
  - kongói nektármadár (Cinnyris congensis vagy Nectarinia congensis)
  - ékszer nektármadár (Cinnyris erythrocercus vagy Nectarinia erythrocerca)
  - Menning-nektármadár (Cinnyris nectarinioides vagy Nectarinia nectarinioides)
  - kétcsíkos nektármadár (Cinnyris bifasciatus vagy Nectarinia bifasciata)
  - Cinnyris tsavoensisi
  - Cinnyris chalcomelas
  - pemba-szigeti nektármadár (Cinnyris pembae vagy Nectarinia pembae)
  - Bouvier-nektármadár (Cinnyris bouvieri vagy Nectarinia bouvieri)
  - jerikói nektármadár vagy palesztin nektármadár (Cinnyris osea vagy Cinnyris oseus más néven Nectarinia osea)
  - fénylő nektármadár (Cinnyris habessinicus vagy Nectarinia habessinica)
  - piroshasú nektármadár (Cinnyris coccinigaster vagy Nectarinia coccinigastra)
  - Johanna-nektármadár (Cinnyris johannae vagy Nectarinia johannae)
  - ragyogó nektármadár (Cinnyris superbus vagy Nectarinia superba)
  - vörösfarkú nektármadár (Cinnyris rufipennis vagy Nectarinia rufipennis)
  - angolai nektármadár (Cinnyris oustaleti vagy Nectarinia oustaleti)
  - fehérhasú nektármadár (Cinnyris talatala vagy Nectarinia talatala)
  - karcsú nektármadár (Cinnyris venustus vagy Nectarinia venusta)
  - sötét nektármadár (Cinnyris fuscus vagy Nectarinia fusca)
  - szürkemellű nektármadár (Cinnyris ursulae vagy Nectarinia ursulae)
  - Bates-nektármadár (Cinnyris batesi vagy Nectarinia batesi)
  - rezes nektármadár (Cinnyris cupreus vagy Nectarinia cuprea)
  - Bíbor-nektármadár (Cinnyris asiaticus vagy Nectarinia asiatica)
  - ausztrál nektármadár (Cinnyris jugularis vagy Nectarinia jugularis)
  - szumbai nektármadár (Cinnyris buettikoferi vagy Nectarinia buettikoferi)
  - napfény nektármadár (Cinnyris solaris vagy Nectarinia solaris)
  - madagaszkári nektármadár (Cinnyris souimanga vagy Nectarinia souimanga)
  - acélos nektármadár (Cinnyris notatus vagy Nectarinia notata)
  - Seychelle-szigeteki nektármadár (Cinnyris dussumieri vagy Chalcomitra dussumieri más néven Nectarinia dussumieri)
  - Humboldt-nektármadár (Cinnyris humbloti vagy Nectarinia humbloti)
  - anjouan szigeti nektármadár (Cinnyris comorensis vagy Nectarinia comorensis)
  - Mayotte-i nektármadár (Cinnyris coquerellii vagy Nectarinia coquerellii)
  - lótusz nektármadár (Cinnyris lotenius vagy Nectarinia lotenia)

- Aethopyga (Cabanis, 1850) – 18 faj
  - szürketorkú nektármadár (Aethopyga primigenius vagy Aethopyga primigenia)
  - apo-hegyi nektármadár (Aethopyga boltoni)
  - Aethopyga linaraborae
  - tűzmellű nektármadár (Aethopyga flagrans)
  - fényesszárnyú nektármadár (Aethopyga pulcherrima)
  - elegáns nektármadár (Aethopyga duyvenbodei)
  - aranytorkú nektármadár (Aethopyga shelleyi)
  - Aethopyga bella
  - Gould-nektármadár (Aethopyga gouldiae)
  - zöldfarkú nektármadár (Aethopyga nipalensis)
  - jávai nektármadár (Aethopyga eximia)
  - hajnani nektármadár (Aethopyga christinae)
  - feketetorkú nektármadár (Aethopyga saturata)
  - skarlát nektármadár (Aethopyga siparaja)
  - Aethopyga vigorsii
  - bajszos nektármadár (Aethopyga mystacalis)
  - Aethopyga temminckii
  - tűzfarkú nektármadár (Aethopyga ignicauda)